# Ausschuss für den Übergang und die Wiederherstellung der Institutionen
Das Komitee für den Übergang und die Wiederherstellung der Institutionen (französisch Comité pour la transition et la restauration des institutions; CTRI) ist die herrschende Militärjunta in Gabun. Sie übernahm die Macht im Rahmen des Militärputsches in Gabun 2023, nachdem die allgemeinen gabunischen Wahlen 2023 annulliert worden waren.
Ein Dutzend ihrer Mitglieder erklärte am frühen Morgen des 30. August, dass das Regime von Präsident Ali Bongo Ondimba beendet sei. Unter ihnen befanden sich Armeeoberste und Mitglieder der Republikanischen Garde.
General Brice Clotaire Oligui Nguema, ein ehemaliger Unterstützer des Präsidenten, half bei der Durchführung des Staatsstreichs und wurde als Interimspräsident eingesetzt.